# Misato Nakamura
Misato Nakamura (中村 美里, Nakamura Misato, Hachioji, 28 de abril de 1989) é uma judoca japonesa.
Obteve duas medalhas de bronze em categorias de até 52 kg em Olimpíadas: Pequim 2008 e Rio de Janeiro 2016, nesta última vencendo a brasileira Érika Miranda.
Também foi campeã mundial por três vezes: Roterdã 2009, Paris 2011 e Astana 2015.